# Millingen aan de Rijn
Millingen aan de Rijn là một đô thị thuộc tỉnh Gelderland, Hà Lan. Đô thị này có diện tích 10,32 km2, dân số thời điểm 1/1/2007 là 5868 người.